# Astrophocaudia
Astrophocaudia is een geslacht van plantenetende sauropode dinosauriërs, behorend tot de groep van de Titanosauriformes, dat tijdens het vroege Krijt leefde in het gebied van het huidige Noord-Amerika. De enige benoemde soort is Astrophocaudia slaughteri.

## Vondst en naamgeving
Sinds het eind van de negentiende eeuw zijn er in de Trinitygroep van Texas en Oklahoma, aardlagen uit het Aptien en Albien, de fragmentarische resten gevonden van verschillende sauropoden. Die werden onder verschillende namen benoemd, zoals Astrodon johnstoni, Pleurocoelus altus en Pleurocoelus nanus. In 2012 concludeerde Michael D'Emic dat deze taxa nomina dubia waren omdat ze gebaseerd zijn op onvoldoende diagnostisch materiaal. Wel trof hij binnen het bekende sauropode fossiel materiaal uit het vroege Albien, de zogenaamde Walnut Creek B local fauna, staartwervels aan van een duidelijk te onderscheiden type, waarvoor een nieuw taxon zou moeten worden benoemd. Dit soort wervels was voor het eerst in 1974 gemeld door Wann Langston jr.
In 2012 benoemde en beschreef D'Emic de typesoort Astrophocaudia slaughteri. De geslachtsnaam is afgeleid van het Oudgriekse ἄστροφος, astrophos, "ongedraaid" en het Latijnse cauda, "staart", een verwijzing naar het feit dat de staartwervels verstijfd zijn; maar het is ook een verwijzing naar het feit dat de staartwervels in achteraanzicht een ster, ἀστήρ in het Grieks, vormen en dat is weer mede bedoeld als een toespeling op Astrodon. De soortaanduiding eert de Texaanse paleontoloog Robert Slaughter die in de jaren zestig van de twintigste eeuw veel van deze fossielen opgroef in Wise County.
Het typespecimen bestaat uit twee syntypen, SMU 61732 en SMU 203/73655. Deze stammen uit de Paluxyformatie, ongeveer honderdtien miljoen jaar oud. Samen vertegenwoordigen ze een gedeeltelijk skelet zonder schedel. Het typemateriaal omvat een losse tand (SMU 203/73655), twee halswervels, stukken ruggenwervel, vierentwintig staartwervels, een twintigtal ribben, twee chevrons en de bovenkant van een schouderblad. Het specimen werd in 1969 in de wetenschappelijke literatuur gemeld door Maria A. Marques-Bilelo.

## Beschrijving
Astrophocaudia kenmerkt zich door het bezit van secundaire gewrichten, die een verstijvend hyposfeen-hypantrum-complex vormen, in de staartwervels. De meeste sauropoden uit het Krijt hebben deze eigenschap niet meer. Er zijn twee unieke afgeleide eigenschappen, autapomorfieën, vastgesteld: het hyposfeen-hypantrum-complex is bij de voorste middelste staartwervels horizontaal afgeplat en staat af van de gewrichtsuitsteeksels. De voorste middelste staartwervels hebben een richel lopen aan het voorste doornuitsteeksel die de richel tussen de voorste gewrichtsuitsteeksels raakt.

## Fylogenie
Ondanks het wat basale kenmerk plaatste D'Emic Astropohocaudia in de vrij afgeleide Somphospondyli. Zijn precieze verwantschappen konden echter niet worden vastgesteld.